# Jutta Kranich-Rittweger
Jutta Kranich-Rittweger (* 14. August 1961 in Schleiz; † 12. November 2023 in Leipzig) war eine deutsche evangelische Theologin, psychologische Psychotherapeutin und Autorin.

## Leben
Kranich-Rittweger stammte aus einem evangelischen Pfarrhaus. Das Abitur wurde ihr aus politischen Gründen verwehrt. So lernte sie zunächst Apothekenfacharbeiter, studierte dann Theologie an der Jenaer Universität sowie an der Martin-Luther-Universität Halle-Wittenberg. In dieser Zeit und zu Beginn ihres Vikariats an der Marktkirche Halle war sie in der DDR-Opposition aktiv und an der Friedlichen Revolution beteiligt.
Nach einer wissenschaftlichen Assistenz an der Theologischen Fakultät und der Tätigkeit als Pfarrerin bis 1994 in Halle studierte sie vier Semester Medizin und anschließend Psychologie. Sie arbeitete als Seelsorgerin und Psychologin in der Klinik für Strahlentherapie der Unikliniken Halle  als Psychoonkologin. Nach Approbation und kassenärztlicher Zulassung war sie seit 2007 als Psychotherapeutin mit den Schwerpunkten Verhaltenstherapie und Psychoonkologie tätig. Sie lebte in Weimar.
2004 promovierte Kranich-Rittweger an der Theologischen Fakultät der Universität Halle mit der Dissertation Hoffnung als existenzielle Erfahrung am Beispiel onkologischer Patienten in der Strahlentherapie zum Doktor der Theologie. Sie war  mit dem Theologen Sebastian Kranich verheiratet und hatte einen Sohn.
Neben wissenschaftlichen Veröffentlichungen schrieb sie Erzählungen und Lyrik.

## Veröffentlichungen (Auswahl)

### Sachbücher
- Hoffnung als existenzielle Erfahrung am Beispiel onkologischer Patienten in der Strahlentherapie. (Dissertationsschrift), Evangelische Verlags-Anstalt, Leipzig 2007, ISBN 978-3-374-02473-5.
- Vom Umgang mit der Todesangst. Empirische Untersuchungen und ihre praktische Relevanz. Unter Mitarbeit von Sebastian Kranich und Wolfgang Langer. Evangelische Verlags-Anstalt, Leipzig 2020, ISBN 978-3-374-06645-2.

### Belletristik
- Die Einsamkeit des Kindes. Erzählungen. Mitteldeutscher Verlag, Halle 2018, ISBN 978-3-963-11105-1.
- Haufenwerfer. Gedichte. Mitteldeutscher Verlag, Halle 2021, ISBN 978-3-963-11541-7.
- Jutta Kranich: Die Fülle, die bleibt. Erzählungen und Gedichte. Aus dem Nachlass herausgegeben von Sebastian Kranich. Mitteldeutscher Verlag, Halle 2025, ISBN 978-3-96311-996-5